# Surfe nos Jogos Olímpicos de Verão de 2020 - Feminino
A competição feminina do surfe nos Jogos Olímpicos de Verão de 2020 foi realizada entre 25 e 27 de julho de 2021 nas águas da Praia de Tsurigasaki, em Chiba, localizada a cerca de 64 km de Tóquio. Um total de 20 surfistas de 12 Comitês Olímpicos Nacionais (CON) participaram do evento.

## Qualificação
As vagas foram alocadas para as competidores nos seguintes eventos, sendo que um máximo de duas mulheres por Comitê Olímpico Nacional (CON) poderia se classificar:
- World Surf League de 2019: as oito mulheres melhores ranqueadas receberam as vagas.
- Jogos Mundiais da ISA de 2019: as melhores colocadas de cada continente, à exceção das Américas, receberam uma vaga.
- Jogos Pan-Americanos de 2019: a vencedora do evento feminino recebeu uma vaga.
- Jogos Mundiais da ISA de 2021: as seis melhores mulheres receberam vagas. Se um CON qualificar mais do que o máximo de vagas, os Jogos Mundiais de Surfe de 2021 prevaleceriam sobre as vagas conquistadas em 2019 e seriam redistribuídas para as surfistas melhores colocadas.
- País-sede: o Japão teve direito a uma vaga. Se ao menos uma surfista japonesa conseguisse a qualificação em outros eventos, a vaga deveria ser realocada para a melhor surfista elegível nos Jogos Mundiais da ISA de 2021.

## Formato
A competição consistiu em seis rodadas:
- Rodada 1: 5 baterias de 4 surfistas cada; as 2 primeiras em cada bateria (10 no total) avançam para a rodada 3, enquanto as outras 2 de cada bateria (10 no total) vão para a rodada 2 (essencialmente uma repescagem);
- Rodada 2: 2 baterias de 5 surfistas cada; as 3 primeiras em cada bateria (6 no total) avançam para a rodada 3, enquanto as outras 2 em cada bateria (4 no total) são eliminadas;
- Rodada 3: a competição eliminatória frente a frente começa com esta rodada de 16 (8 baterias de 2 surfistas cada; a vencedora avança, a perdedora é eliminada);
- Quartas de final;
- Semifinais;
- Finais (disputa pelas medalhas).

A duração de cada bateria (20 a 35 minutos) e o número máximo de ondas que cada competidora pode surfar são determinados pelo diretor técnico antes do dia da competição. A pontuação para cada onda é de 0 a 10, com as duas melhores ondas para cada surfista contando. As pontuações são baseadas na dificuldade das manobras realizadas, inovação e progressão, variedade, combinação, velocidade, potência e fluxo de cada manobra.

## Calendário
As datas da competição eram provisórias, acontecendo numa janela de 4 dias entre 25 e 29 de julho, sujeita a alterações devida às condições das ondas.
Horário local (UTC+9)
| Dia                 | Horário | Fase             |
| ------------------- | ------- | ---------------- |
| 25 de julho de 2021 | 7:00    | Rodada 1         |
| 25 de julho de 2021 | 7:00    | Rodada 2         |
| 26 de julho de 2021 | 7:00    | Rodada 3         |
| 27 de julho de 2021 | 7:00    | Quartas de final |
| 27 de julho de 2021 | 7:00    | Semifinais       |
| 27 de julho de 2021 | 8:00    | Final            |

## Medalhistas
| Ouro   | USA Carissa Moore    |
| Prata  | RSA Bianca Buitendag |
| Bronze | JPN Amuro Tsuzuki    |

## Resultados

### Rodada 1
A primeira rodada não é eliminatória. As duas melhores surfistas de cada bateria avançam diretamente para a rodada 3, enquanto as surfistas restantes se classificaram para a rodada 2.
Bateria 1
| Pos. | Surfista        | CON                | Pontuação total | Notas |
| ---- | --------------- | ------------------ | --------------- | ----- |
| 1    | Carissa Moore   | USA Estados Unidos | 11.74           | R3    |
| 2    | Teresa Bonvalot | POR Portugal       | 9.80            | R3    |
| 3    | Dominic Barona  | ECU Equador        | 7.66            | R2    |
| 4    | Daniella Rosas  | PER Peru           | 7.50            | R2    |

Bateria 2
| Pos. | Surfista          | CON               | Pontuação total | Notas |
| ---- | ----------------- | ----------------- | --------------- | ----- |
| 1    | Sally Fitzgibbons | AUS Austrália     | 12.50           | R3    |
| 2    | Brisa Hennessy    | CRC Costa Rica    | 12.20           | R3    |
| 3    | Bianca Buitendag  | RSA África do Sul | 11.44           | R2    |
| 4    | Mahina Maeda      | JPN Japão         | 9.20            | R2    |

Bateria 3
| Pos. | Surfista          | CON           | Pontuação total | Notas |
| ---- | ----------------- | ------------- | --------------- | ----- |
| 1    | Stephanie Gilmore | AUS Austrália | 14.50           | R3    |
| 2    | Silvana Lima      | BRA Brasil    | 12.13           | R3    |
| 3    | Pauline Ado       | FRA França    | 9.17            | R2    |
| 4    | Anat Lelior       | ISR Israel    | 7.77            | R2    |

Bateria 4
| Pos. | Surfista            | CON        | Pontuação total | Notas |
| ---- | ------------------- | ---------- | --------------- | ----- |
| 1    | Tatiana Weston-Webb | BRA Brasil | 11.33           | R3    |
| 2    | Johanne Defay       | FRA França | 10.60           | R3    |
| 3    | Sofía Mulánovich    | PER Peru   | 7.80            | R2    |
| 4    | Amuro Tsuzuki       | JPN Japão  | 6.99            | R2    |

Bateria 5
| Pos. | Surfista          | CON                | Pontuação total | Notas |
| ---- | ----------------- | ------------------ | --------------- | ----- |
| 1    | Caroline Marks    | USA Estados Unidos | 13.40           | R3    |
| 2    | Ella Williams     | NZL Nova Zelândia  | 9.70            | R3    |
| 3    | Leilani McGonagle | CRC Costa Rica     | 9.64            | R2    |
| 4    | Yolanda Hopkins   | POR Portugal       | 9.24            | R2    |

### Rodada 2
As três melhores surfistas de cada bateria avançam para a rodada 3 e as restantes são eliminadas.
Bateria 1
| Pos. | Surfista          | CON               | Pontuação total | Notas |
| ---- | ----------------- | ----------------- | --------------- | ----- |
| 1    | Amuro Tsuzuki     | JPN Japão         | 11.60           | R3    |
| 2    | Bianca Buitendag  | RSA África do Sul | 10.40           | R3    |
| 3    | Mahina Maeda      | JPN Japão         | 9.63            | R3    |
| 4    | Leilani McGonagle | CRC Costa Rica    | 9.63            |       |
| 5    | Dominic Barona    | ECU Equador       | 8.87            |       |

Bateria 2
| Pos. | Surfista         | CON          | Pontuação total | Notas |
| ---- | ---------------- | ------------ | --------------- | ----- |
| 1    | Yolanda Hopkins  | POR Portugal | 12.23           | R3    |
| 2    | Pauline Ado      | FRA França   | 9.66            | R3    |
| 3    | Sofía Mulánovich | PER Peru     | 9.36            | R3    |
| 4    | Anat Lelior      | ISR Israel   | 8.93            |       |
| 5    | Daniella Rosas   | PER Peru     | 8.14            |       |

### Fase eliminatória
A vencedora de cada bateria eliminatória se classifica para a fase seguinte, até a definição das medalhistas.
|  | Rodada 3                | Rodada 3              |                      |       | Quartas de final    | Quartas de final    |  |  | Semifinais | Semifinais |  |  | Final | Final |
|  |                         |                       |                      |       |                     |                     |  |  |            |            |  |  |       |       |
|  |                         |                       |                      |       |                     |                     |  |  |            |            |  |  |       |       |
|  |                         |                       |                      |       |                     |                     |  |  |            |            |  |  |       |       |
|  | AUS Stephanie Gilmore   | 10.00                 |                      |       |                     |                     |  |  |            |            |  |  |       |       |
|  | AUS Stephanie Gilmore   | 10.00                 |                      |       |                     |                     |  |  |            |            |  |  |       |       |
|  | RSA Bianca Buitendag    | 13.93                 |                      |       |                     |                     |  |  |            |            |  |  |       |       |
|  | RSA Bianca Buitendag    | 13.93                 | RSA Bianca Buitendag | 9.50  |                     |                     |  |  |            |            |  |  |       |       |
|  |                         |                       | RSA Bianca Buitendag | 9.50  |                     |                     |  |  |            |            |  |  |       |       |
|  |                         | POR Yolanda Hopkins   | 5.46                 |       |                     |                     |  |  |            |            |  |  |       |       |
|  | FRA Johanne Defay       | POR Yolanda Hopkins   | 5.46                 | 9.40  |                     |                     |  |  |            |            |  |  |       |       |
|  | FRA Johanne Defay       |                       |                      | 9.40  |                     |                     |  |  |            |            |  |  |       |       |
|  | POR Yolanda Hopkins     | 10.84                 |                      |       |                     |                     |  |  |            |            |  |  |       |       |
|  | POR Yolanda Hopkins     | 10.84                 | RSA Bianca Buitendag | 11.00 |                     |                     |  |  |            |            |  |  |       |       |
|  |                         |                       | RSA Bianca Buitendag | 11.00 |                     |                     |  |  |            |            |  |  |       |       |
|  |                         | USA Caroline Marks    | 3.67                 |       |                     |                     |  |  |            |            |  |  |       |       |
|  | CRC Brisa Hennessy      | USA Caroline Marks    | 3.67                 | 12.00 |                     |                     |  |  |            |            |  |  |       |       |
|  | CRC Brisa Hennessy      |                       |                      | 12.00 |                     |                     |  |  |            |            |  |  |       |       |
|  | NZL Ella Williams       | 7.73                  |                      |       |                     |                     |  |  |            |            |  |  |       |       |
|  | NZL Ella Williams       | 7.73                  | CRC Brisa Hennessy   | 6.83  |                     |                     |  |  |            |            |  |  |       |       |
|  |                         |                       | CRC Brisa Hennessy   | 6.83  |                     |                     |  |  |            |            |  |  |       |       |
|  |                         | USA Caroline Marks    | 12.50                |       |                     |                     |  |  |            |            |  |  |       |       |
|  | USA Caroline Marks      | USA Caroline Marks    | 12.50                | 15.33 |                     |                     |  |  |            |            |  |  |       |       |
|  | USA Caroline Marks      |                       |                      | 15.33 |                     |                     |  |  |            |            |  |  |       |       |
|  | JPN Mahina Maeda        | 7.74                  |                      |       |                     |                     |  |  |            |            |  |  |       |       |
|  | JPN Mahina Maeda        | 7.74                  | RSA Bianca Buitendag | 8.46  |                     |                     |  |  |            |            |  |  |       |       |
|  |                         |                       | RSA Bianca Buitendag | 8.46  |                     |                     |  |  |            |            |  |  |       |       |
|  |                         | USA Carissa Moore     | 14.93                |       |                     |                     |  |  |            |            |  |  |       |       |
|  | USA Carissa Moore       | USA Carissa Moore     | 14.93                | 10.34 |                     |                     |  |  |            |            |  |  |       |       |
|  | USA Carissa Moore       |                       |                      | 10.34 |                     |                     |  |  |            |            |  |  |       |       |
|  | PER Sofía Mulánovich    | 9.90                  |                      |       |                     |                     |  |  |            |            |  |  |       |       |
|  | PER Sofía Mulánovich    | 9.90                  | USA Carissa Moore    | 14.26 |                     |                     |  |  |            |            |  |  |       |       |
|  |                         |                       | USA Carissa Moore    | 14.26 |                     |                     |  |  |            |            |  |  |       |       |
|  |                         | BRA Silvana Lima      | 8.30                 |       |                     |                     |  |  |            |            |  |  |       |       |
|  | BRA Silvana Lima        | BRA Silvana Lima      | 8.30                 | 12.17 |                     |                     |  |  |            |            |  |  |       |       |
|  | BRA Silvana Lima        |                       |                      | 12.17 |                     |                     |  |  |            |            |  |  |       |       |
|  | POR Teresa Bonvalot     | 7.50                  |                      |       |                     |                     |  |  |            |            |  |  |       |       |
|  | POR Teresa Bonvalot     | 7.50                  | USA Carissa Moore    | 8.33  |                     |                     |  |  |            |            |  |  |       |       |
|  |                         |                       | USA Carissa Moore    | 8.33  |                     |                     |  |  |            |            |  |  |       |       |
|  |                         | JPN Amuro Tsuzuki     | 7.43                 |       | Disputa pelo bronze | Disputa pelo bronze |  |  |            |            |  |  |       |       |
|  | BRA Tatiana Weston-Webb | JPN Amuro Tsuzuki     | 7.43                 | 9.00  | Disputa pelo bronze | Disputa pelo bronze |  |  |            |            |  |  |       |       |
|  | BRA Tatiana Weston-Webb |                       |                      | 9.00  |                     |                     |  |  |            |            |  |  |       |       |
|  | JPN Amuro Tsuzuki       | 10.33                 |                      |       |                     |                     |  |  |            |            |  |  |       |       |
|  | JPN Amuro Tsuzuki       | 10.33                 | JPN Amuro Tsuzuki    | 13.27 | USA Caroline Marks  | 4.26                |  |  |            |            |  |  |       |       |
|  |                         |                       | JPN Amuro Tsuzuki    | 13.27 | USA Caroline Marks  | 4.26                |  |  |            |            |  |  |       |       |
|  |                         | AUS Sally Fitzgibbons | 11.67                |       | JPN Amuro Tsuzuki   | 6.80                |  |  |            |            |  |  |       |       |
|  | AUS Sally Fitzgibbons   | AUS Sally Fitzgibbons | 11.67                | 10.86 | JPN Amuro Tsuzuki   | 6.80                |  |  |            |            |  |  |       |       |
|  | AUS Sally Fitzgibbons   |                       |                      | 10.86 |                     |                     |  |  |            |            |  |  |       |       |
|  | FRA Pauline Ado         | 9.03                  |                      |       |                     |                     |  |  |            |            |  |  |       |       |
|  | FRA Pauline Ado         | 9.03                  |                      |       |                     |                     |  |  |            |            |  |  |       |       |